# Octodon pacificus
Octodon pacificus är en gnagare i familjen buskråttor. Den upptäcktes 1959 men den vetenskapliga beskrivningen publicerades först 1994 av R. Hutterer.
Med en absolut längd av cirka 39 cm, inklusive en 16,5 till 17 cm lång svans, samt en vikt av cirka 290 g är arten allmänt större an vanlig degu och de andra arterna i samma släkte. Den mjuka pälsen har på ovansidan en orangebrun färg medan undersidan är ljusare. Vid svansens spets förekommer en mer eller mindre tydlig och rufsig tofs (liksom hos vanlig degu). Arten skiljer sig även genom avvikande detaljer av skallens och tändernas konstruktion från andra släktmedlemmar.
Arten förekommer endemisk på Isla Mocha väster om Chile i Stilla havet. Den upptäcktes vid regnskogens kant. Regnskogens utsträckning på ön minskar och den finns nu bara på bergstoppar. Nära havet har skogen ersatts med gräsmarker. IUCN listar arten på grund av habitatförstöringen som akut hotad (CR).
Dessa individer som upptäcktes 1959 hölls efteråt i fångenskap. De parade sig i september och i december föddes ungarna.